# 温州市
温州市（温州话发音：Iu ciou[ʔy33-11  tɕiɤu33-32]，浙南闽语发音：Un-chiu）是中华人民共和国浙江省下辖的地级市，国务院批复确定的东南沿海重要的商贸城市和区域中心城市。為浙江省著名僑鄉，位于浙江省东南部，瓯江下游南岸，为沿海港口城市，亦是中华人民共和国沿海開放城市，2019年被纳入长三角一体化规划，古称瓯。舊城為東晉著名學者郭璞根據風水思想而建。当时，郭璞登上南岸的西郭山，见数峰错立，状如北斗，華蓋山鎖“北斗之口”，以此設計溫州城。故而溫州有“山如北斗城似锁”之美称，別稱“斗城”。传说筑城时，有白鹿衔花而过，人们视为瑞兆，故温州又別稱“鹿城”。市政府駐鹿城区绣山路321号。
温州被称为中国的耶路撒冷，现已成为中国最大的城市基督教中心。2019年由中国中央电视台综合频道播出《温州一家人》向展示了温州民营经济的创新与发展。

## 历史
温州历史悠久，古代称瓯越。温州历史上以造纸、造船、鞋革、绣品、漆器著称，亦是中国青瓷的发源地之一。北宋时成为当时的港口重镇，被朝廷辟为对外贸易口岸，南宋时海上贸易尤其发达，是四大海港之一，至今仍为浙南、闽北货物进出的咽喉。晋人郭璞在《山海经》中描述温州的地形为“瓯居海中”，这是有关“瓯”的最早文字记载之一。據晚清学者孙诒让考证，夏为瓯，殷为沤，周为欧，因世异字，故“瓯”从夏始。

### 先秦
- 约公元前2500年（新石器时代晚期），在今温州境内已发现新石器时代文化遗址100余处，出土有石犁、石镰、石斧、石锛、石刀、石凿、石镞、石网坠、石矛及纺轮等劳动工具。尚有夹炭陶片和夹粗沙陶片。先民从事渔猎和耕作。
- 前472年－前138年，周元王四年（公元前472年），越王勾践灭吴后，开始分封子弟为公侯，东瓯公被封在东瓯越地，建东瓯国，大致在今日浙东南的温州市和台州温岭一带。东瓯，现在仍是浙江省温州市的古称。
- 前333年（楚威王七年），楚威王破越国，杀越王無彊。部分越族迁往东瓯定居。

### 秦漢
- 前221年秦始皇统一六国后，设置闽中郡。
- 前192年（西汉汉惠帝三年）汉惠帝刘盈立驺摇为东海王，都东瓯，俗稱东瓯王。
- 138年（东汉汉顺帝永和三年）分章安之东瓯乡置永宁县，西犹兼处州地，户不满万。县始于瓯江北岸。是为温州建县之始。
- 323年（东晋晋明帝太宁元年），析临海郡温峤岭以南地区置永嘉郡，治所设于永宁，辖永宁，安固、横阳、松阳四县。建郡城于瓯江南岸，相传有白鹿衔花而过，故后名鹿城。是为永嘉建郡之始。

### 漢後至五代
- 422年（南朝宁武帝永初三年）谢灵运贬宁永嘉，遍历诸县，多有题咏，成为山水诗鼻祖。前此数年，郑缉之撰《永嘉群记》，是温州最早的地主志，今存孙诒让辑本一卷。
- 589年（隋文帝开皇九年）永宁、安固、横阳、乐成四县合并，称永嘉县，属处州。后三年，处州改名为括州。州治设于括苍（今丽水市）。
- 607年（隋炀帝大业三年）改括州为永嘉郡，郡治仍于括苍。辖永嘉、括苍、松阳、临海四县，计10542户。
- 621年（唐高祖武德四年）改永嘉郡为括州。次年，析括州之永嘉县置东嘉州，辖永宁、安固、乐成、横阳四县。）
- 624年（唐武德七年）乐成并入永宁，称永嘉县。
- 675年 (唐高宗上元二年)改置州，因气候温暖，"虽隆冬而恒燠"，故名温州。
- 724年（唐玄宗天宝元年）改温州为永嘉郡，辖四县，共计42814户，241690口。
- 758年（唐肃宗乾元元年）复改永嘉郡为温州。是年，以李胥为监盐官。
- 914年（五代后梁末帝乾代四年）横阳改名为平阳县。

### 宋元明
- 997年（北宋宋太宗至道三年）温州复升为州，属两浙路，领永嘉、乐清、平阳、瑞安四县。1127年（北宋宋钦宗靖康二年）温州所产蠲纸，始于唐代，洁白坚滑，在北宋时列为贡品。另有漆器以精美著称，至南宋时，称“天下第一”。
- 1166年温州水灾，温州「覆舟溺死二万余人」，推斷是颱風吹襲。
- 1130年 （南宋宋高宗建炎四年）正月，高宗由海路至温州，以温州为行都，在温六十三日。
- 1265年（南宋宋度宗咸淳元年）8月，升温州为瑞安府。
- 1276年 （元世祖至元十三年），以瑞安府为温州路，属浙东道宣慰司。
- 1368年（明太祖洪武元年）温州改路为府，辖永嘉、乐清、瑞安、平阳四县。
- 1369年（明太祖洪武二年）设温州卫，下辖前、后、左、右、中五个千户所。

### 清朝
- 1661年（清顺治十八年）3月，清廷为断绝沿海人民与郑成功联系，下迁界令：乐清移治大荆；永嘉弃茅竹岭以东地，瑞安离海5里为界；平阳内迁10界。鱼盐之利尽失，海外贸易中断。
- 1670年（清康熙九年）浙江省下设温处道，辖温州、处州两府。
- 1685年（清康熙二十四年）10月，置浙海关于宁波，下设温州、瑞安、平阳等15个海关分口。温州分口下设状元桥、宁村、黄华、蒲岐四个旁口。1728年（雍正六年）设置玉环厅，洞头列岛属之。至此，温州府隶五县一厅。

### 近现代
- 1840年（清道光二十年）6月，鸦片战争爆发。7月5日，英军侵入定海，温州告急。
- 1872年（清同治十一年）是年，先后有广济、普济、海晏等轮航行温州、上海间。瑞安许启畴、陈虬等创办心兰书社，为温州最早的图书馆。温州镇总兵刘祥胜（前排左起第二人）

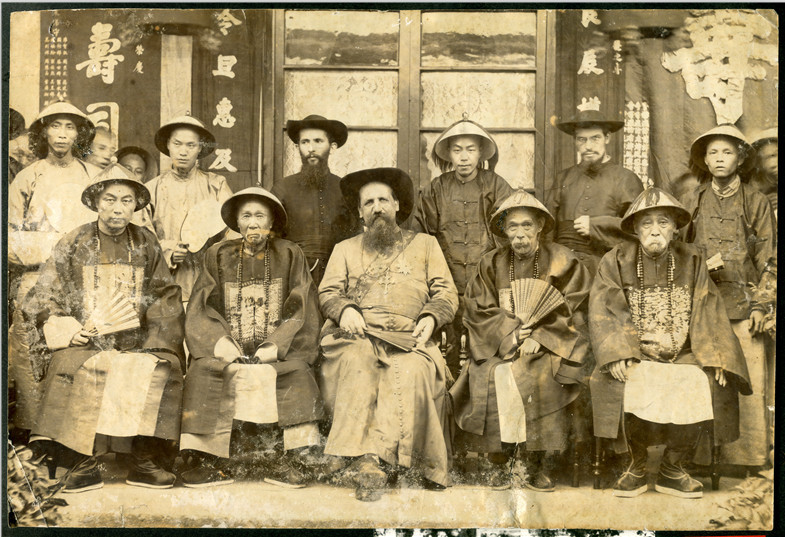
温州镇总兵刘祥胜（前排左起第二人）

- 1876年（清光绪二年）9月13日，签订中英烟台条约，辟温州通商口岸。
- 1884年（清光绪十年）10月4日，温州民众在泽雅人柴岩荣带领下，焚烧城西、周宅祠巷等处教堂，并捣毁英税务司住所。
- 1896年（清光绪二十二年）2月，孙诒让、黄绍箕等创办瑞安算学书院，定名瑞安学计馆。
- 1906年（清光绪三十二年）孙诒让倡办温州师范学堂。永瑞轮船公司开办，备有小火轮航行于温瑞塘河。
- 1908年（清光绪三十四年）6月21日，孙诒让逝世。是年，大清银行和四明商业储蓄银行在温州设立分号。
- 1911年（清宣统三年）武昌起义后，中华民国军政府鄂军都督府成立，11月29日，温州组成军政分府，徐定超任临时都督。
- 1912年2月撤道廢府，1914年6月依原溫處道轄區置甌海道，道尹公署設於府學。
- 1914年6月置瓯海道，辖温州、处州二府，道尹公署驻永嘉县，属浙江省。
- 1919年6月，溫州學生響應五四運動，出版《救国講演周刊》，抵制日貨，查禁漏海。
- 1927年，废道，实行省县两级制；1月，國民政府北伐軍佔領溫州，溫州成為國民政府治下屬地。
- 1932年5月，建立县政督察区。温州区初称浙江省第十县政督察区，督察专员办事处驻永嘉县。后数度更名，称第四行政督察特区、第三行政督察特区、永嘉行政督察区、第八行政督察区。[6]
- 抗戰期間，日軍曾經三度攻占溫州，第一次為1941年4月19日至5月1日，第二次為1942年7月11日至8月15日，第三次為1944年9月8日至1945年6月17日。
- 1948年4月，改称第五行政督察区。

### 當代
- 1949年5月7日，解放軍葉方部隊進入溫州，建立温州市军事管制委员会；8月26日成立第五专区，并设温州市。中共建政后，第五专区改称温州区专员公署。其后，名称和辖县有所变动。
- 1981年9月温州地区和温州市合并建立温州市，实行市管县体制。
- 1985年5月，温州经济模式第一次被全国熟知，温州农村家庭工业的发展由此走红。[7]
- 1986年被称为温州年，温州发展商品经济模式的特殊模式，引来许多外来人参考和学习。[7]
- 1984年溫州被闢為中華人民共和國沿海開放城市。
- 2009年海峡西岸经济区的开发，为温州带来了新的发展机会。溫州與福州、泉州、廈門、汕頭被定為海西經濟區五大龍頭城市。
- 2016年5月，经国务院批复，温州正式成为国家历史文化名城。[8]

### 城址興廢
- 溫州歷史上先後建過東甌王都城、永寧縣舊城、永寧縣新城、永嘉郡城。

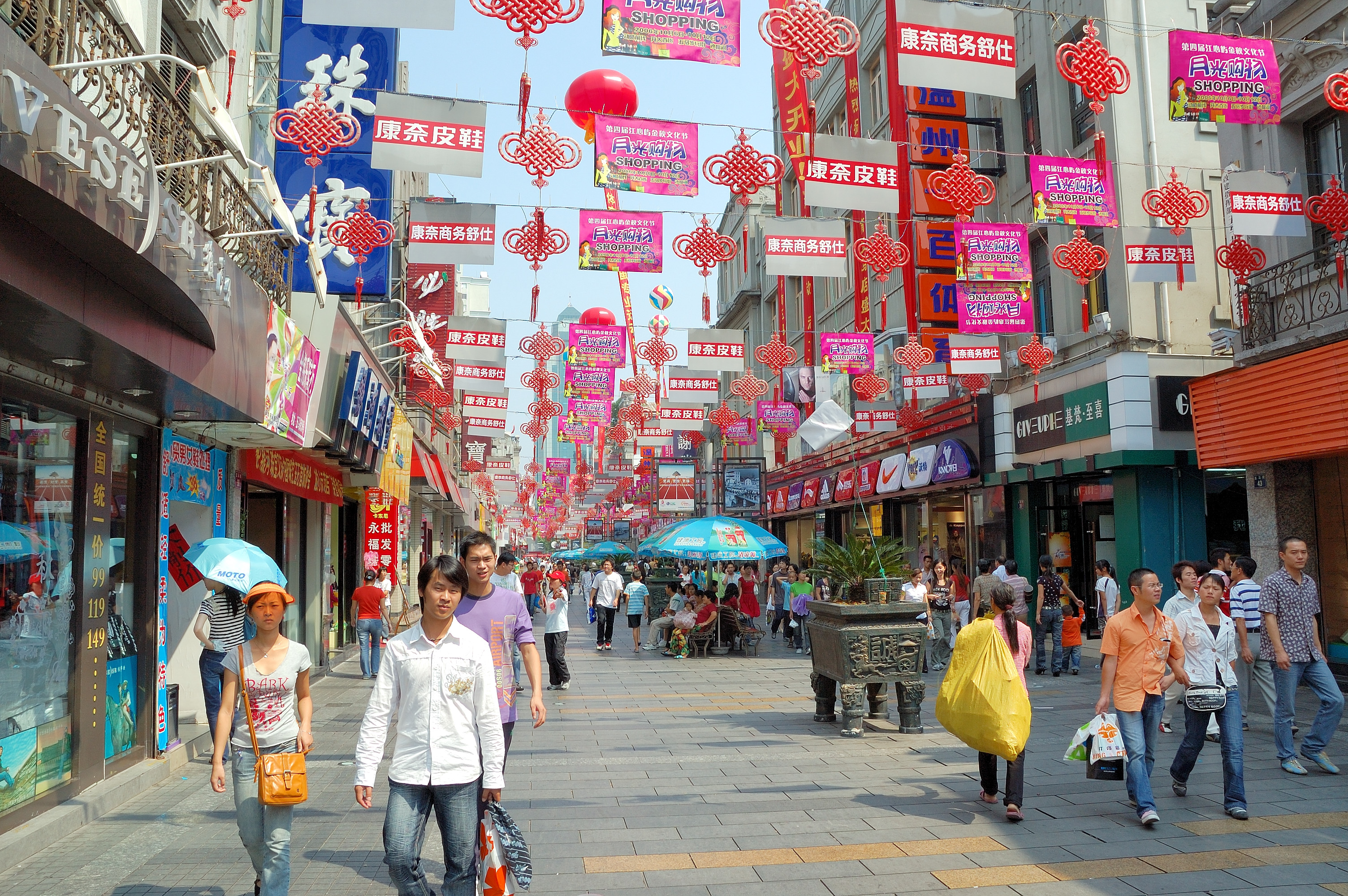
溫州市中心五马街一角

#### 東甌王都城
《史記·東越列傳》載：“（孝惠三年）立搖為東海王，都東甌。”《集解》引徐廣曰：“今之永寧也。”《索隱》引姚氏雲：“甌，水名。《永嘉記》：‘水出永寧山，行三十餘裏，去郡城五裏入江。昔有東甌王都城，有亭，積石為道，今猶在也。’”清乾隆《永嘉縣志》卷17《古跡》雲：“東甌王故城：〔舊府志〕在二十都甌浦。”光緒《永嘉縣志》卷2《輿地志上·甌浦嶺》雲：“西山北甌浦，其地即東甌王故城。嶺有二亭，旁側有東甌王墓、祠。”據此，東甌王都城位於溫州府城西五里的甌浦。

#### 東漢永寧縣城

##### 永宁县舊城
- 明弘治《溫州府志》卷6載：“平市坊：漢永寧縣城濠在此，有埭，通四運，至今稱萬歲埭。”今永寧巷逾北大街西口為萬歲裏（埭），東口舊有東甌王廟（明嘉靖《溫州府治》載：“東甌王廟，……在海壇山麓”，清郭鐘嶽《甌江竹枝詞》說在永寧巷口。）巷內向有永寧廟。永寧廟和永寧巷均得名於縣治。明薑准《岐海瑣談》記萬曆間“監前（簡巷前）大街一帶，自北迤南”，曾“目擊棹楔者鑿地植柱，深至三五尺下，其舊時磚甃街道尚存。”這一“舊時街道”顯然是漢永寧縣舊城的“街道”。

##### 永宁郡新城
- 東晉明帝太寧元年建郡，郭璞選郡城城址於甌江以南現址，和漢永寧縣城同處一城，遂將永寧縣治改選江北。弘治《府志》引宋《紹熙舊譜》雲：“俗傳郭璞初欲於白石黃塘建縣治，後以土輕不果。”，結果縣治設於江北賢宰鄉。同書卷15《古跡》：“新城”雲：“去府城六裏，在江北賢宰鄉。郭璞初謀城於此，後遷過江，今其地為田野，土名猶稱新城。”清乾隆《府志》卷23“新城”雲：“去府城六裏，在江北賢宰鄉，即永寧縣故城。”這裏的“永寧縣故城”實即晉永寧縣縣城。現在花泥嶴（華嚴嶴）附近還有“新城坳頭”地名。

#### 永嘉郡城（溫州府城）
- 晉太寧元年（323）析臨海郡南部地置永嘉郡，築郡城。“郭璞初謀城於江北”，因土輕改選江南。登西郭山望諸山錯立如北鬥，華蓋、海壇、西郭、松臺四山似鬥魁，積穀、巽山、仁王三山似鬥杓，認為“城於山則寇不入鬥，可長保安逸。”於是東西依山，北臨甌江，南瀕會昌湖，號稱鬥城，周長18裏。因有白鹿銜花之瑞，故又名鹿城。“鑿井二十八以象列宿，街巷溝渠大小布列如井田狀。”“屏蔽周全，而雄視於東南。”（弘治《府志》）從此奠定溫州歷史文化名城的基礎。
- 後梁開平元年（907），錢元瑾修繕溫州州城，北門稱拱辰門，舊名望京門，唐時有雙門，取北陰耦之義，錢氏築城，止存其一。城旁通壕塹：東壕長576丈，闊2丈，深1丈有奇；南臨大河為壕，長500丈；西壕670.5丈，闊5丈有奇，深2.6丈；北臨大江為壕，長571丈。州城內增築子城，周長3裏15步，通4門，內衛府治，外環以水，規制方整。北宋宣和二年（1120），取甓加築西南低薄城牆3947步，高3尋有奇，廣1丈5尺。南宋寧宗嘉定（1208-1224）間，知州留元剛重修外城，建十門。元順帝至正十三年（1353），子城全部拆除，廢為民居，僅存譙樓。明洪武十七年（1370），指揮王銘增築外城。嘉靖三十八年（1559），溫州重修城堞樓櫓，增築敵臺八座。清順治十五年（1658）、雍正七年（1729）、乾隆二十八年（1763）、道光二十一年（1841）、同治十年（1871）均曾修築府城。宣統二年（1910）八月，城牆各段均有損壞，永嘉知縣照會士紳籌款修築。其城址分布詳見1923年《實測永嘉城廂街巷河道圖》（比列1：5000），城門7座：東為鎮海門（東門）、南為瑞安門（大南門）和永寧門（小南門）、西為來福門（三角門）、西北為迎恩門（西郭門）和永清門（麻行門）、北為拱辰門（望江門、朔門）。城門外均有半圓形城牆一道，叫做“月城”。1927年為建中山公園，拆除積穀山一段城牆，所拆範圍詳見1937年2月《實測永嘉縣城廂街巷詳圖》。1935年4月5日，八區四次行政會議上曾經審查“修理城垣以固城防案”。但1938年12月，永嘉縣府和敵機空襲，疏散人口不便，下令拆除原府城城牆，至1945年平曠地區舊城拆除殆盡。

#### 现状
- 目前殘存城牆尚有：一、華蓋山城牆，殘留二段，跨山脊而過。北段呈西北至東南走向，殘長67米，殘高4.3米，殘寬7米。現存東側牆面用花崗岩塊石砌築，前後牆間夯以礫石、黃土，牆身上窄下寬，收分明顯。南段南北走向，殘長30米，殘高2.5米，寬9米，西側靠山。東側用花崗岩塊石砌築，夯土與北段相一致。二、海壇山城牆，殘留一段，沿東北側山腰而過，殘長100米，殘高3.5米，殘寬2.5米。西南向靠山，東北側用花崗岩城石砌築，內用礫石、黃土夯築。三、譙樓子城城牆，尚留東側一段，與譙樓臺基連接，呈東南走向。殘長34米，殘高3.5米，殘寬5米。城牆南北兩側均用花崗岩塊石砌築，內夯以礫石、黃土。四、緊靠府城的朔門街尚存“金城鞏固”二道防火牆城門。城門橫跨街中，兩座相距約70米。其城門結構造型基本一致，青磚砌築，高6.1米，牆厚0.6米。門洞拱券形，高5米，寬2.8米。尚留磚制“金城鞏固”4字門額。
- 永嘉郡城選址，采取倚江、負山、通水的原則進行規劃布局，具有嚴密的科學性和鮮明的地方特色。城址和風格一千六百年來保持不變，當屬罕見實例。

## 自然地理
温州市位于浙江省东南部，东濒东海，南毗福建，西及西北部与丽水市相连，北和东北部与台州市接壤。全境介于北纬27度03分-28度36分、东经119度37分-121度18分之间。全市陆域面积11786平方公里，海域面积约11000平方公里。其中市区面积1187平方公里。

### 地貌

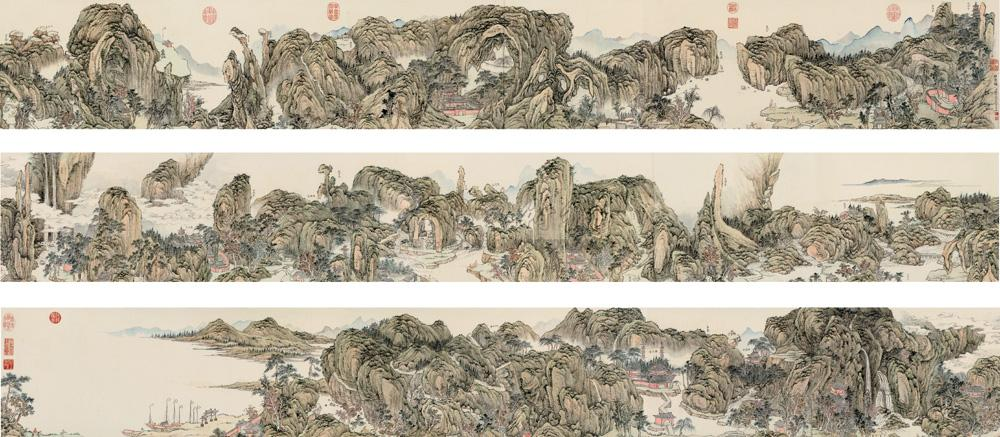
清朝状元钱维城所绘《雁荡图》

溫州地處浙閩丘陵，境内地势，从西南向东北呈现梯形倾斜。绵亘有洞宫、括苍、雁荡诸山脉，雁盪山是被聯合國教科文組織承認的世界地質公園。位於泰顺的白云尖，海拔1611米，为全市最高峰。东部為平原地区。2003年4月，溫州半岛工程正式开工，該工程將溫州下轄的洞頭諸島與大陸連為一體，全市面積也有所增加。

### 水文

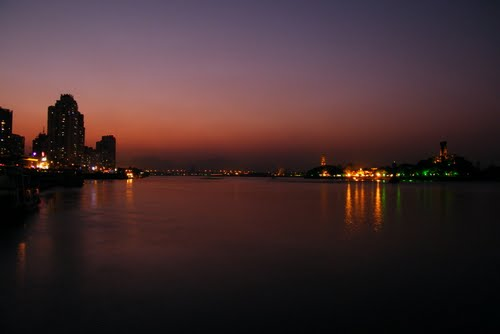
瓯江夜景,图中左边为温州市区，右边为“江心屿”

溫州境內河道縱橫，水網密佈，有大小河流150餘條。主要水系有瓯江、飞云江、鳌江，均由西向东流向东海。其中甌江的支流楠溪江，風景優美，被評為國家重點風景名勝區。温州陆地海岸线长355公里，有岛屿714.5个（横仔屿为温州市与台州市共有）。海岸线曲折，形成諸多天然良港。

### 氣候
温州为亚热带季风气候，冬夏季风交替显著，夏季高温冬季温和，四季分明，雨量充沛。年平均气温17.3-19.4摄氏度，1月份平均气温4.9-9.9摄氏度，7月份平均气温26.7-29.6摄氏度。冬无严寒，夏无酷暑。年降水量在1113-2494毫米之间。春夏之交有梅雨，7-9月间有热带气旋（颱風），无霜期为241-326天。全年日照数在1442-2264小时之间。
| 温州市气象数据（1971年至2000年） | 温州市气象数据（1971年至2000年） | 温州市气象数据（1971年至2000年） | 温州市气象数据（1971年至2000年） | 温州市气象数据（1971年至2000年） | 温州市气象数据（1971年至2000年） | 温州市气象数据（1971年至2000年） | 温州市气象数据（1971年至2000年） | 温州市气象数据（1971年至2000年） | 温州市气象数据（1971年至2000年） | 温州市气象数据（1971年至2000年） | 温州市气象数据（1971年至2000年） | 温州市气象数据（1971年至2000年） | 温州市气象数据（1971年至2000年） |
| 月份                             | 1月                              | 2月                              | 3月                              | 4月                              | 5月                              | 6月                              | 7月                              | 8月                              | 9月                              | 10月                             | 11月                             | 12月                             | 全年                             |
| -------------------------------- | -------------------------------- | -------------------------------- | -------------------------------- | -------------------------------- | -------------------------------- | -------------------------------- | -------------------------------- | -------------------------------- | -------------------------------- | -------------------------------- | -------------------------------- | -------------------------------- | -------------------------------- |
| 历史最高温 °C（°F）              | 25.6 (78.1)                      | 26.2 (79.2)                      | 29.5 (85.1)                      | 31.3 (88.3)                      | 35.7 (96.3)                      | 36.8 (98.2)                      | 39.6 (103.3)                     | 38.1 (100.6)                     | 38.0 (100.4)                     | 35.0 (95.0)                      | 29.4 (84.9)                      | 25.9 (78.6)                      | 39.6 (103.3)                     |
| 平均高温 °C（°F）                | 12.2 (54.0)                      | 12.4 (54.3)                      | 15.3 (59.5)                      | 20.6 (69.1)                      | 24.7 (76.5)                      | 28.3 (82.9)                      | 32.2 (90.0)                      | 31.9 (89.4)                      | 28.8 (83.8)                      | 24.8 (76.6)                      | 20.1 (68.2)                      | 15.2 (59.4)                      | 22.2 (72.0)                      |
| 日均气温 °C（°F）                | 8.0 (46.4)                       | 8.5 (47.3)                       | 11.4 (52.5)                      | 16.3 (61.3)                      | 20.8 (69.4)                      | 24.6 (76.3)                      | 28.0 (82.4)                      | 28.0 (82.4)                      | 24.9 (76.8)                      | 20.4 (68.7)                      | 15.5 (59.9)                      | 10.4 (50.7)                      | 18.1 (64.6)                      |
| 平均低温 °C（°F）                | 5.0 (41.0)                       | 5.7 (42.3)                       | 8.6 (47.5)                       | 13.3 (55.9)                      | 18.0 (64.4)                      | 22.0 (71.6)                      | 25.0 (77.0)                      | 25.0 (77.0)                      | 21.9 (71.4)                      | 17.2 (63.0)                      | 12.1 (53.8)                      | 6.9 (44.4)                       | 15.1 (59.1)                      |
| 历史最低温 °C（°F）              | −4.5 (23.9)                      | −3.9 (25.0)                      | −1.7 (28.9)                      | 2.4 (36.3)                       | 9.0 (48.2)                       | 14.9 (58.8)                      | 17.9 (64.2)                      | 19.1 (66.4)                      | 13.7 (56.7)                      | 5.7 (42.3)                       | 0.2 (32.4)                       | −3.5 (25.7)                      | −4.5 (23.9)                      |
| 平均降水量 mm（）                | 58.3 (2.30)                      | 82.7 (3.26)                      | 145.1 (5.71)                     | 161.7 (6.37)                     | 203.4 (8.01)                     | 245.5 (9.67)                     | 178.4 (7.02)                     | 250.1 (9.85)                     | 204.9 (8.07)                     | 95.0 (3.74)                      | 74.7 (2.94)                      | 42.6 (1.68)                      | 1,742.4 (68.62)                  |
| 平均降水天数（≥ 0.1 mm）         | 13.5                             | 14.8                             | 19.0                             | 18.4                             | 18.4                             | 18.1                             | 14.7                             | 16.6                             | 13.4                             | 10.3                             | 9.4                              | 8.1                              | 174.7                            |
| 平均相對濕度（％）               | 76                               | 79                               | 82                               | 83                               | 84                               | 88                               | 84                               | 82                               | 81                               | 77                               | 74                               | 72                               | 80                               |
| 月均日照時數                     | 113.2                            | 90.5                             | 96.4                             | 119.5                            | 122.0                            | 126.9                            | 214.8                            | 213.3                            | 166.2                            | 157.0                            | 138.2                            | 148.0                            | 1,706                            |
| 可照百分比                       | 35                               | 29                               | 26                               | 31                               | 29                               | 31                               | 51                               | 53                               | 45                               | 44                               | 43                               | 46                               | 39                               |
| 来源：中国气象局                 |                                  |                                  |                                  |                                  |                                  |                                  |                                  |                                  |                                  |                                  |                                  |                                  |                                  |

### 自然資源
温州资源丰富，是江南“鱼米之乡”。粮食作物以水稻为主，经济作物主要有柑橘、茶叶、枇杷、杨梅、甘蔗等160余种。海洋鱼类有带鱼、黄鱼、鳗鱼等370余种、贝类有430余种。沿海滩涂养殖面积达6.5万公顷，养殖蛏、蚶、虾、蟹、蛤等。用材林有松、杉、栎等280余种。矿产资源有锡、钼、铅、锌、黄铁矿、明矾石、叶蜡石、花岗岩、高岭土等，明矾石、花岗石、叶蜡石被称为温州三大瑰宝，明矾石储量占中国的80％，世界总量的60％。温州以东近海大陆架盆地蕴藏着丰富的石油和天然气资源。泰顺县乌岩岭亚热带常绿阔叶林原生植被，是浙南的绿色宝库。

## 政治

### 现任领导
| 机构     | · 中国共产党 · 温州市委员会 | 温州市人民代表大会 常务委员会 | 温州市人民政府    | · 中国人民政治协商会议 · 温州市委员会 |
| 职务     | 书记                        | 主任                          | 市长              | 主席                                  |
| -------- | --------------------------- | ----------------------------- | ----------------- | ------------------------------------- |
| 姓名     | 张振丰                      | 张加波                        | 张文杰            | 施艾珠（女）                          |
| 民族     | 汉族                        | 汉族                          | 汉族              | 汉族                                  |
| 籍贯     | 浙江省杭州市                | 浙江省平阳县                  | 安徽省庐江县      | 浙江省乐清市                          |
| 出生日期 | 1968年11月（56歲）          | 1965年5月（60歲）             | 1971年1月（54歲） | 1965年11月（59歲）                    |
| 就任日期 | 2023年11月                  | 2025年1月                     | 2023年12月        | 2025年1月                             |

### 历任领导
1984年温州地市合并，建立地级市。
| 历任中共温州市委书记： - 袁芳烈 1984—1985 - 董朝才 1985—1990 - 孔祥有 1990—1992 - 张友余 1992—1998 - 蒋巨峰 1998—2002 - 李 强 2002—2004 - 王建满 2004—2008 - 邵占维 2008—2010 - 陈德荣 2010—2013 - 陳一新 2013—2016 - 徐立毅 2016—2017 - 周江勇 2017—2018 - 陈伟俊 2018—2021 - 刘小涛 2021—2023 - 张振丰 2023— | 历任温州市长： - 卢声亮 1983—1988 - 刘锡荣 1988—1990 - 陈文宪 1990—1996 - 钱兴中 1996—2003 - 刘 奇 2003—2006 - 邵占维 2006—2008 - 赵一德 2008—2011 - 陈金彪 2011—2015 - 徐立毅 2015—2016 - 张 耕 2016—2018 - 姚高员 2018—2021 - 张振丰 2021—2023 - 张文杰 2023— |

### 行政区划
温州市现辖4个市辖区、5个县，代管3个县级市。
- 市辖区：鹿城区、龙湾区、瓯海区、洞头区
- 县级市：瑞安市、乐清市、龙港市
- 县：永嘉县、平阳县、苍南县、文成县、泰顺县

温州市在2015年底进行了乡镇行政区划调整，以期促进地方经济发展。

## 社會

### 人口
根据2020年第七次全国人口普查，全市常住人口为9,572,903人。同第六次全国人口普查的9,122,102人相比，十年共增加了450,801人，增长4.94%，年平均增长率为0.48%。其中，男性人口为5,075,707人，占总人口的53.02%；女性人口为4,497,196人，占总人口的46.98%。总人口性别比（以女性为100）为112.86。0－14岁的人口为1,462,497人，占总人口的15.28%；15－59岁的人口为6,530,697人，占总人口的68.22%；60岁及以上的人口为1,579,709人，占总人口的16.5%，其中65岁及以上的人口为1,121,085人，占总人口的11.71%。居住在城镇的人口为6,907,989人，占总人口的72.16%；居住在乡村的人口为2,664,914人，占总人口的27.84%。
據2010年第六次全国人口普查，2010年温州市区及其所辖县市常住人口912.21万人，合计为浙江省人口最多的区域，共占全省人口的1/6。温州市区人口達到303.94万，居全省第三位。其中市区城镇人口268.68万人，居全省第二位。据温州市公安局统计，截至2008年12月，温州共有暂住人口312万，其中人口来源位于前五的省份分别为贵州省（67万）、重庆市（49万）、江西省（33万）、湖北省（28万）、安徽省（22万）。2021年末全市户籍人口832.8万人，全市常住人口为964.5万人。

### 民族
全市常住人口中，汉族人口为9,189,267人，占95.99%；各少数民族人口为383,636人，占4.01%。与2010年第六次全国人口普查相比，汉族人口增加368,877人，增长4.18%，占总人口比例下降0.7个百分点；各少数民族人口增加81,924人，增长27.15%，占总人口比例增加0.7个百分点。

### 语言
温州是使用多种语言的地区，各种语言之间差别甚大。以市區口音的吳語甌江片温州话为主，各县口音略有差异，例如平阳县的温州话部分音调与瓯江片温州话不同，称為「平阳片温州话」，其次有150萬居民使用閩南語，主要來自三、四百年前大量的閩南移民，以蒼南縣為中心分佈，被稱為浙南閩語。另有甚少人使用吳語太湖片、贛語、閩北語、蛮话、金乡话、畲话等。
根据《温州市志》（1991-2012）统计，温州地区共有黄南话、大荆话、楠溪话、芙蓉话、虹桥话、乐成话、西溪话、上塘话、柳市话、瓯海话、鹿城话、永强话、闽南话、瑞安话、陶山话、玉湖话、高楼话、万全话、昆阳话、鳌江话、龙港话、大峃话、畲客话、珊溪话、顺溪话、罗阳话、汀州话、莒江话、蛮讲（泰顺土话）、金乡话、蛮话

### 教育
根據“溫州市第六次全國人口普查”的數據，截止2010年底，溫州全市常住人口中具有大学（指大专以上）文化程度的人口为65.03万人；具有高中（含中专）文化程度的人口为115.04万人；具有初中文化程度的人口为334.44万人；具有小学文化程度的人口为267.99万人（以上各种受教育程度的人包括各类学校的毕业生、肄业生和在校生）。每10万人中具有大学文化程度的为7128人；具有高中文化程度的为12611人；具有初中文化程度的为36663人；具有小学文化程度的为29379人。文盲人口（15岁及以上不识字的人）为64.51万人，文盲率为7.07%。
- 温州大学
- 温州医科大学
- 温州市第三中学
- 温州市第二十二中学

#### 中学
省一级重点中学（8所）
- 浙江省温州中学
- 温州第二高级中学
- 浙江省瓯海中学
- 浙江省瑞安中学
- 浙江省乐清中学
- 浙江省永嘉中学
- 浙江省平阳中学
- 浙江省苍南中学

省二级重点中学（11所）
- 瓯海任岩松中学
- 温州市第十五中学
- 瑞安市第四中学
- 乐清市虹桥中学
- 乐清市柳市中学
- 乐清市第二中学
- 永嘉县罗浮中学
- 龙港中学
- 苍南县钱库高级中学
- 泰顺县第一中学
- 洞头区第一中学

省三级重点中学（20所）
- 温州市第八中学
- 温州市第二十二中学
- 瓯海第二高级中学
- 温州市三溪中学
- 瓯海梧梃中学
- 温州育英国际实验学校（民办）
- 瑞安市第三中学
- 瑞安市第十中学
- 瑞安市第五中学
- 瑞安市隆山高级中学
- 乐清市白象中学
- 乐清市第三中学
- 龙港市第二高级中学
- 平阳县第二中学
- 平阳县鳌江中学
- 苍南县金乡高级中学
- 苍南县灵溪第二高级中学
- 苍南县灵溪第一高级中学
- 苍南县宜山高级中学
- 文成中学

市级重点中学（29所）
- 温州市第七中学
- 温州市第五十一中学（民办）
- 温州市第十四中学
- 温州市第二十一中学
- 温州市教师教育院附属学校（民办）
- 温州市第四中学
- 温州市啸秋中学（民办）
- 温州市永强中学
- 温州市沙城高级中学（民办）
- 温州市越秀高级中学（民办）
- 龙湾中学
- 瑞安市第八中学
- 瑞安市龙翔高级中学（民办）
- 瑞安云江中学（民办）
- 乐清市育才高级中学（民办）
- 乐清市芙蓉中学
- 永嘉县永临中学
- 永嘉县上塘中学
- 永嘉县碧莲中学
- 永嘉县第二中学
- 平阳县浙鳌高级中学（民办）
- 平阳县新鳌高级中学（民办）
- 平阳县第三中学（民办）
- 平阳县萧振中学（民办）
- 苍南县狮山高级中学（民办）
- 苍南县求知中学
- 苍南县马站高级中学
- 苍南县矾山高级中学
- 泰顺县育才高级中学（民办）

#### 高等院校
- 温州大学
- 温州肯恩大学
- 温州医科大学
- 温州商学院
- 温州理工学院
- 温州职业技术学院
- 温州科技职业学院
- 浙江工贸职业技术学院
- 浙江东方职业技术学院
- 浙江安防职业技术学院
- 温州医科大学仁濟学院
- 温州城市大学
- 中国科学院大学温州研究院

## 经济
| 区划名称 | 国内生产总值（亿元） | 占比（%） |
| -------- | -------------------- | --------- |
| 鹿城区   | 1401.07              | 16.05     |
| 龙湾区   | 922.43               | 10.56     |
| 瓯海区   | 873.49               | 10.00     |
| 洞头区   | 150.04               | 1.72      |
| 永嘉县   | 564.45               | 6.46      |
| 平阳县   | 711.81               | 8.15      |
| 苍南县   | 471.92               | 5.41      |
| 文成县   | 136.81               | 1.57      |
| 泰顺县   | 157.6                | 1.81      |
| 瑞安市   | 1285.13              | 14.72     |
| 乐清市   | 1663.53              | 19.05     |
| 龙港市   | 409.49               | 4.69      |

温州也是中国个体私营经济和股份合作经济的发祥地，被经济界誉为“温州模式”。据2001年统计，目前有154万温州人在中国各地经商，约创办工业企业1.6万家，累计投资额1100亿元人民币。
温州是有名的侨乡，50万温州华侨在世界各地也多从事商业和贸易。1995年来自法国、美国、比利时与荷兰的温籍侨商，以“情系温州，共创大业的温州帮”的名义与温州市政府签订了共10亿人民币的合同。
温州人章华妹拥有1980年颁发的中国第一张“个体工商户营业执照”。
温州的工业有化工、机械、纺织、电子仪器仪表、皮革制品与食品等，以轻工业为主，大量使用外来廉价劳动力，商品科技含量较低。基础设施完善，万吨级码头、电厂、程控电话与特快专递等工程已投入运行。章光101毛发再生精与多功能电磁阀获国际大奖。有桥头纽扣市场等全国性专业市场，生产资料、资金、劳务、技术、信息等市场也应运而生。温州是中国的鞋都、笔都和低压电器城。
现今，温州主要以皮鞋、打火机、眼镜和服装等生意闻名。温州的民间资金相当可观，各种投资、借贷也很有区域特色。当地的房价、物价、以及居民消费水平均居中国城市的前列，是地方级城市中民众生活消费指标最高的中国特例。
2014年温州经济总量稳居全省第3位，实现国民生产总值4302.81亿元，居全省第3位。地方财政收入：352.52亿元；温州城镇居民收入40518位居浙江省第六位，农村居民收入19394元。
2012年3月28日，浙江省温州市获中国国务院批准，决定设立温州市金融综合改革试验区。尝试通过体制机制创新，构建与经济社会发展相匹配的多元化金融体系，使金融服务明显改进，防范和化解金融风险能力明显增强，金融环境明显优化，为全国金融改革提供经验。至此温州市成为中国第12个“新特区”。

### 工业基地
截止2010年，温州及其下属区、市、县共有国家级工业产业基地称号38个。
- 中国不锈钢无缝管生产基地
- 中国制笔之都
- 中国五金洁具之都
- 中国锁都
- 中国拉链之乡
- 中国鞋都
- 中国商务礼品生产基地
- 中国休闲鞋生产基地
- 中国汽摩配之都
- 中国塑料薄膜产业基地
- 中国服装名城
- 印刷包装及医药机械全国产销基地
- 中国眼镜生产基地
- 中国胶鞋名城
- 中国塑编之乡
- 中华全国钻头（建工）生产基地
- 中国合成革之都
- 中国电子元器件产业基地
- 中国泵阀之乡
- 中国精密模具生产基地
- 中国（温州）剃须刀生产基地
- 中国断路器产业基地
- 中国金属外壳打火机生产基地
- 中国防爆电器生产基地
- 中国电器之都
- 中国休闲服装名城
- 中国印刷城
- 中国皮都
- 中国纽扣之都
- 中国礼品城
- 中国工艺礼品生产基地
- 中国教玩具之都
- 中国阀门城
- 中国锻造产业基地
- 中国食品药品机械产业基地
- 中国箱包城
- 中国新兴仪表城
- 中国针织名城

### 百强企业
| 排名 | 企业                     | 行政区 |
| ---- | ------------------------ | ------ |
| 1    | 正泰电器股份             | 乐清市 |
| 2    | 森马集团                 | 瓯海区 |
| 3    | 万洋集团                 | 鹿城区 |
| 4    | 华峰集团                 | 瑞安市 |
| 5    | 瑞浦兰钧                 | 龙湾区 |
| 6    | 百盛联合集团             | 龙湾区 |
| 7    | 德力西集团               | 乐清市 |
| 8    | 人本集团                 | 龙湾区 |
| 9    | 瑞立集团                 | 瑞安市 |
| 10   | 温州城建集团             | 瓯海区 |
| 11   | 温州银行                 | 鹿城区 |
| 12   | 欧龙汽车贸易集团         | 瓯海区 |
| 13   | 伟明集团                 | 鹿城区 |
| 14   | 大自然钢业集团           | 龙湾区 |
| 15   | 温州市公用事业发展集团   | 鹿城区 |
| 16   | 浙江长江汽车电子有限公司 | 龙湾区 |
| 17   | 浙江中燃华电能源         | 洞头区 |
| 18   | 国药控股温州有限公司     | 鹿城区 |
| 19   | 瑞安农村商业银行         | 瑞安市 |
| 20   | 鹿城农村商业银行         | 鹿城区 |

截止2007年上半年，温州还拥有58个中国驰名商标，30个中国名牌，136个国家免检产品。
中国企业500强之中，温州民企占其中5强。
2006年，由中国企业联合会、中国企业家协会排出的“2006中国企业500强”在河南郑州发布。正泰、人民、德力西、天正和长城上榜，分列第208、216、257、292和346位。此外，这5家企业连同美特斯邦威、兴乐和华峰一起入围同期发布的“制造业500强”，温州市商业银行股份有限公司、大发集团、温州成功集团则进入“服务业500强”。
中国民企500强温州民企占29席。2007年8月6日，全国工商联在北京公布了2006年度上规模民营企业调研结果，温州29家本地企业跻身中国民营企业500强行列，其中正泰集团以营业收入总额179.626亿元，列第18位，继续位居温州本地企业“大哥大”位置。全国工商联从1998年开始对上规模民营企业进行调研，每年均排出“500强”榜单。这次是全国工商联第九次调研通过对大中型民营企业的经营状况、行业特征、企业管理等情况的连续性调查。2006年度民营企业500家的入围门槛比往年大幅度提高，营业收入指标由2005年度的13.36亿元提高至18.3亿元，升幅为36.98%。与去年榜单相比，温州市企业上榜数同样是29家，其中江南控股集团、华迪钢业集团、圣为控股有限公司、巨一集团为新入榜企业，温州人在外创办的上海人民企业集团、均瑶集团、上海胜华电线电缆集团、虎牌控股集团、浙江青山钢铁有限公司等5家企业也跻身500强榜单。

### 会展
- 中国（温州）国际轻工博览会
- 2006'民营企业对话世界500强
- 2007'民营企业对话世界500强
- 2008'民营企业对话世界500强
- 2017温州国际时尚文化创意产业博览会 （页面存档备份，存于）

### 瓯飞工程
瓯飞工程始于2014年，为中国浙江省温州市所围垦工程，是目前中国最大围垦工程。计划总投资为600亿元。围垦方案为真空固结。

## 交通
2016年11月17日，温州市政府官网发布了《温州市综合交通运输“十三五”发展规划》，五年内，温州综合交通将完成投资2000亿元，分别实现温州至省会1小时交通圈、温州市域内基本1小时交通圈。

### 民航
早在民国二十二年(1933年)，中国航空公司就开辟了上海至广州航线，途经温州，飞机在瓯江起降。這是浙江历史上首条航空邮路。沪粤航线到民国二十六年（1937年）8月13日，由于日军在上海发动了八一三事變而停航，并撤掉了所有的设施，温州历史上首次民运航空至此也告一段落，此航线此后未再恢复。
在1932年秋，温州东南面修建了南塘机场，之后在1938年5月26日被日军炸毁。后因温州解放，机场复修也不了了之。
1984年，温州成为中国十四个率先对外开放的沿海城市之一。当时的温州对外交通十分落后，急需建设一座新机场。时任市委书记刘锡荣提出，机场建设是温州经济发展的希望所在，就是“砸锅卖铁”也要把机场建起来。由此，温州新机场的建设被提上台面。当时温州财政十分困难，市政府想方设法筹集了1.1亿元，其中大部分为民间集资；民航总局出资2000万元。1987年5月，温州机场动工。1990年7月12日，温州机场正式通航，开通了温州至上海、武汉、成都、宁波共4条航线。
温州龙湾国际机场原名温州永强机场，2013年改为现名，是4E级国际航空港。距温州市区20千米，约20分钟路程。截止2010年底，温州已经与包括香港、澳门地区在内的72个城市建立了航线，2011年温州机场年旅客吞吐量559.8万人次，排名全国第29名。2011年6月，國務院批覆同意溫州機場升級為一類口岸，允許對外國籍飛機開放。2011年12月，海关总署监管司批复同意在温州机场设立国际邮件交换站。2012年1月，机场航行资料向国际发布。2012年2月，温州机场正式对境外航空公司开放。2012年3月，华信航空开通温州至台北-松山的航线，温州成为两岸直航城市。2018年6月1日，温州龙湾国际机场T2航站楼正式启用，所有国内航班停靠T2航站楼；国际（地区）航班停靠T1航站楼国际厅；T1航站楼国内厅停用改造。
2023年12月，温州机场三期扩建项目预可报告获国家发改委正式批复。计划新建3600米第二跑道、新建T3航站楼、改建T2航站楼、新建物流货运区。

#### 事故
1999年2月24日16時30分許，中國西南航空公司一架由成都飛往溫州的圖-154客機(SZ4509航班)在溫州瑞安市粉碎性解體並墜毀。事故造成61人罹難。
2001年9月2日12時25分許，鳳凰衛視一航拍飛機在永嘉失事，中文台副台長趙群力罹難。

### 鐵路

#### 車站
- 温州站：位于鹿城区温州大道，是金温铁路的终点站，1998年6月11日通车。
- 溫州南站：位於中國溫州市甌海區潘橋街道，是一座客运鐵路車站，归属中国铁路上海局集团管轄。車站距離溫州市中心約13.5公里，距温州龙湾国际机场約28公里，乘坐轨道交通S1线大约40分钟可到达。
- 乐清站: 位於乐清市白石镇下阮村。
- 温州北站: 原名永嘉站，位於永嘉县瓯北镇千石村。
- 乐清东站: 位于乐清市石帆街道绅坊村。
- 雁荡山站: 位于乐清市雁荡镇泽前村。
- 平阳站: 位于平阳县鳌江镇。
- 瑞安站: 位于瑞安市飞云街道。
- 苍南站: 位于苍南县灵溪镇站前大道，是中国铁路上海局集团和中国铁路南昌局集团的局界车站，因此上海局许多管内列车以此为始发/终点站。

- 温州西站:位于瓯海区,為金温铁路的一个货运站。

#### 線路
- 金溫货线：自浙江省金華通往溫州的鐵路。始建於1992年12月18日，1998年6月11日全線通車運營。客運運輸由金華南站到溫州站，全長252千米。金溫货线是中國國內第一條合資的鐵路。金溫货线是由南懷瑾提議並出面籌資4568萬美元建造[43]。在鐵路完工之際，他提出“還路于民”，將股權轉讓給浙江省跟鐵道部。
- 金溫鐵路：随着经济的进一步发展，金温货线时速低、运力饱和，已远远不能满足需求。2010年12月8日，金温铁路扩能改造工程温州段正式开工建设。线路正线全长188公里，建设工期为4年。设计行车时速200千米/小時，于2015年12月26日开通运营。[44]
- 甬台溫鐵路：为沿海铁路杭福深客运专线的一部分。自宁波站至温州南站，在宁波站连接杭甬客运专线，在温州南站连接温福铁路，全线长279.09公里，设计时速250千米/小时，实际运营时速200千米/小时，是一条以客运为主、客货兼顾的铁路，全程最短运营时间1小时33分。於2005年10月27日開工，2009年9月28日首次試運營[45][46]。
- 溫福鐵路：为沿海铁路杭福深客运专线的一部分。自浙江省温州市至福建省福州市，全长298.4千米，于2005年动工，2009年6月30日开通货车。全程最短运行时间1小时51分。温福铁路与甬台温铁路、福厦铁路和厦深铁路共同形成一条长三角通往珠三角的快速道，让福建省的4个经济中心城市——福州、莆田、泉州、厦门直接融入沿海交通网络。
- 杭温高铁：为浙江省一小时交通圈的一部分，实现温州一小时到达杭州。

甬台温铁路和温福铁路的建成，使温州成为浙南铁路枢纽城市。規劃建設溫武吉鐵路（溫州經武夷山至吉安）。
未来，温州将加快沿海高铁通道布局规划研究，布局直通杭州、宁波、福州时速350公里的高铁，构建“1小时交通圈”。

#### 事故
2011年7月23日，兩列同向往南行駛的列車途經甌江特大橋時发生追尾事故，後車四節車廂從橋上墜下。此次事故共造成40人死亡，至少192人受傷。國內外反響強烈。

### 高速公路

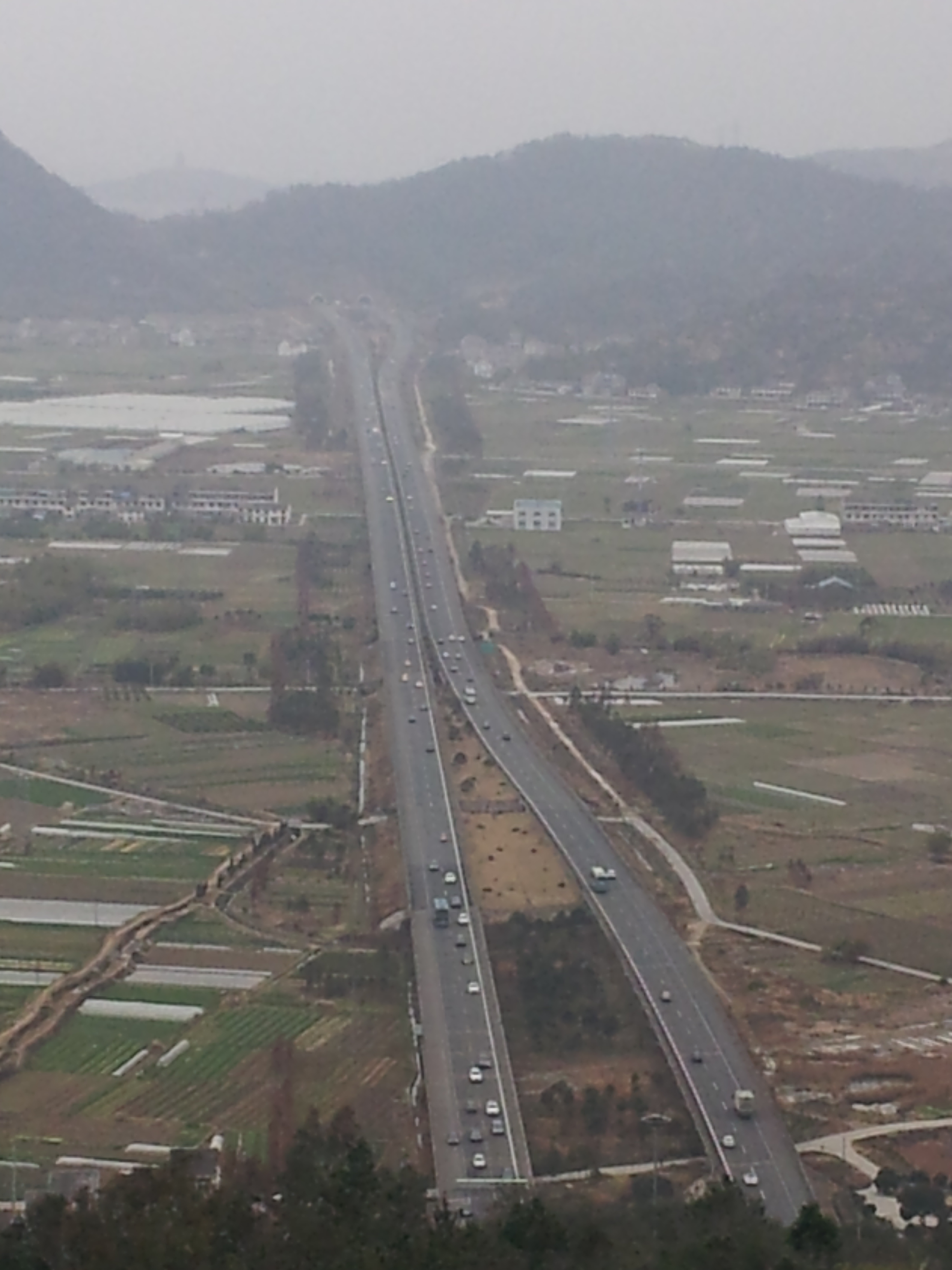
甬莞高速平阳段，箭岙隧道与仙岩隧道之间

- 沈海高速：起点为宁波，终点为温州，起於宁波（甬），经台州（台），止於温州（温）的分水关，全长252.7公里。
- 温丽高速：是 沈海高速的联络线之一。起於在温州，止於在丽水。全長234公里。为 沈海高速的连接线，编号为G1513。
- 甬莞高速：起于乐清南塘，经乐清、龙湾、瑞安、平阳、苍南，止于与福建交界的苍南马站，全长约135.69公里，设计行车速度100km/h，雙向六車道。已於2011年11月5日動工，工期預計4年。该高速公路乐清南塘至黄华段已开通，瑞安至苍南及灵昆至阁巷段于2019年11月15日通车，[48]瓯江北口大桥段于2022年5月27日通车。[49]
- 溧宁高速 起点为江苏溧阳，终点为福建省宁德市。途经温州文成、泰顺。
- 诸永高速：起于绍兴诸暨市，经过东阳、磐安、仙居，止于温州永嘉，全长约225公里，双向六车道。于2010年1月7日全线贯通，7月22日全线通车，将杭州和温州间的高速公路里程缩短为约300公里。
- 温州绕城高速：在浙江省高速公路网中编号为S10。[50]规划总长度为154公里，连接 沈海高速、 温丽高速公路和 诸永高速公路。[51]共分为4段建设。其中，全长26.6公里的北段于2005年6月30日开工建设[52]，2010年2月13日建成通车[53]。西南线、北线二期工程於2011年12月6號动工建设，分别于2018年2月1日和2019年2月1日建成通车。繞城高速公路建成後，將成為一個環線，沿途经过乐清、永嘉、鹿城、瓯海、瑞安、平阳、龙湾、瓯江口新区等地，总里程140公里[54]。
- 龙丽温高速：途经文成，瑞安，是原龙丽温高速的文成—瑞安段（原龙游—文成段已升格为 溧宁高速 组成部分）。

### 公路
- 104国道：從温岭市大溪镇接入溫州，途徑樂清、瓯北，溫州市區、瑞安、平陽、蒼南，南接福建省福鼎市。
- 228国道：从玉环市接入，途徑樂清、溫州市區、瑞安、平陽、龙港、蒼南，南接福建省福鼎市。
- 322国道：西起瑞安市南部，途径文成县，西接丽水市景宁畲族自治县。
- 330国道：南起溫州市區，接入麗水市青田縣。

### 海運
- 溫州港：地理坐标为 120 °38 ′50 ″E，28 °01 ′35 ″N ，位于中国东南沿海，北邻宁波港、南毗福州港，东南与台湾的高雄、基隆港隔海相望、居于以上海浦东为龙头的长江三角洲经济区内，拥有 350 公里 海岸线，地理位置优越，是浙南地区南北沿海海运、远洋运输的中心枢纽，也是中国沿海 25 个主要港口之一。温州港现有生产性泊位55个[55]。温州港划分为七个港区，以状元岙港区、乐清湾港区、大小门岛港区三大港区为核心，瓯江港区、瑞安港区、平阳港区、苍南港区四个港区为辅助[56]。温州港与日本、韩国、科威特、俄罗斯、新加坡及香港等10多个国家和地区的港口有着航运贸易往来，开辟了至韩国釜山、新加坡、青岛、广州、宁波、上海、营口等航线，至中國沿海南北及长江港口航线[57]。2009年10月19日起成為中國大陸對台直航港口[58]。

按照规划，温州市将在“十二五”期间投资215.7亿元；新增万吨级及以上泊位7个，新增港口货物吞吐能力3000万吨以上。
- 温州状元岙国际邮轮码头：位于洞头区状元岙港区内，是一座邮轮码头。[60]

### 軌道交通
温州市規劃建设多條市域鐵路。溫州市域鐵路S1線于2011年11月11日開建，全線51.9公里，于2019年1月23日正式开始运营。溫州市域鐵路S2線于2015年12月30日开始建设，2023年8月26日开通运营。溫州市域鐵路S3線已于2023年3月27日正式开工，预计于2027年下半年开通。
此外，温州市还规划建造M1线、M2线、M3线三条地铁线路，但尚未获批。

### 快速公交
2011年，溫州將建设三条BRT快速公交线路写进《温州市市政园林事业发展“十二五”规划》。
温州快速公交一号线（B1线）于2015年12月27日起试运营。除（B1线）大部分公交支线由原先的公交线路调整而来，票价2元。设有闸机的BRT公交站内可免费换乘其他线路。

#### 乘车流程
1. 进站：若车站站台在乘客须遵守“红灯停、绿灯行”的交通法规，从道路两侧经斑马线进入BRT站台。
2. 查询：站台内放置自助查询机、自助充值机和自动售货机等便民服务设施。乘客可通过关注“交运微信公众号”或下载“我看行”APP，了解BRT路线、班次等详细情况。
3. 无人售票：为缩短乘客上车时间，设有轧机的BRT站台采取无人售票，乘客入站后，可选择投币或者刷卡两种形式通过闸机进入候车区。

## 文化
温州古称“东瓯”，为“百越之地”，地处东南沿海，温州有人类活动的历史悠久，2002年出土的“老鼠山遗址”表明，5000年之前，温州地区就已经有古人类居住。先秦时期，温州为蛮荒之地，人口稀少，文化也并不发达，秦始皇统一全国之后，设置闽中郡，温州因此得到开发。西漢惠帝三年（前192年），惠帝劉盈立騶搖為東海王，都東甌，即今天的温州市区。
永嘉之乱后，汉人大举南迁，史称衣冠南渡，这也导致了温州的人口增长。東晉明帝太寧元年（323年），置永嘉郡，舊城為東晉著名學者郭璞根據風水思想而建。当时郭璞见数峰错立，状如北斗，華蓋山鎖“北斗之口”，以此設計溫州城。故而溫州有“山如北斗城似锁”之美称，別稱“斗城”。又因为建成时有白鹿衔花而过，别称“鹿城”。温州风景优美，谢灵运做永嘉太守时，在此开了中国山水诗的先河。位于温州瓯江上的江心屿风景秀丽，唐宋时期有大量诗人驻足，留下诗句众多，故而别称诗之岛。及至宋朝，尤其是南宋，随着全国政治中心的南移，以及北方汉人又一次的大规模南迁，温州的文化也进一步的得到发展。一时间，学者大家辈出，史稱“温多士，为东南最”，陈亮稱“人物满东瓯”。黄宗羲指出：“永嘉之学，教人就事上理会，步步着实，言之必使可行，足以开物成务。盖亦鉴一种闭眉合眼，目蒙瞳精神，自附道学者，于古今事物之变不知为何等也。”。永嘉学派也随着产生，成为南宋時期中国重要的一個儒家學派之一，與朱熹的「理學」、陸九淵的「心學」呈鼎足相抗之勢。永嘉学派的核心思想为“事功”学说，此亦为永嘉學派的最大特點，主張利與義的一致性，「以利和義，不以義抑利」，反對某些道學家的空談義理。葉適为永嘉学派之集大成者。由于南宋时期温州文人学士辈出，故而温州也被称作“东南邹鲁”。
温州三面环山，一面环海，故而地理十分封闭，温州的主体方言温州话故而继承了许多古代汉语的特征，没有随北方吴语演变为现代吴语，仍然保持宋朝时期甚至更早时期汉语的特点，因此，温州话作为温州最具代表性的象征，也被称作是古汉语的“活化石”。永嘉学派对温州人的文化思想影响很大，造成了温州人追逐利益，脚踏实地的作风。到了元朝，温州出现了中国最早的戏剧形式——南戏。永嘉昆曲，温州鼓词等也是温州重要的戏剧品种。进入现代，尤其是改革开放之后，温州的商业文明再一次复苏，全民皆商，温州也一度被认为是只知道金钱的“文化沙漠”。然而，根据中国社科院的《2009中国城市竞争力蓝皮书》，温州被列为全中国最具文化竞争力的城市，其特点恰恰就表现在温州浓厚的商业气氛上。

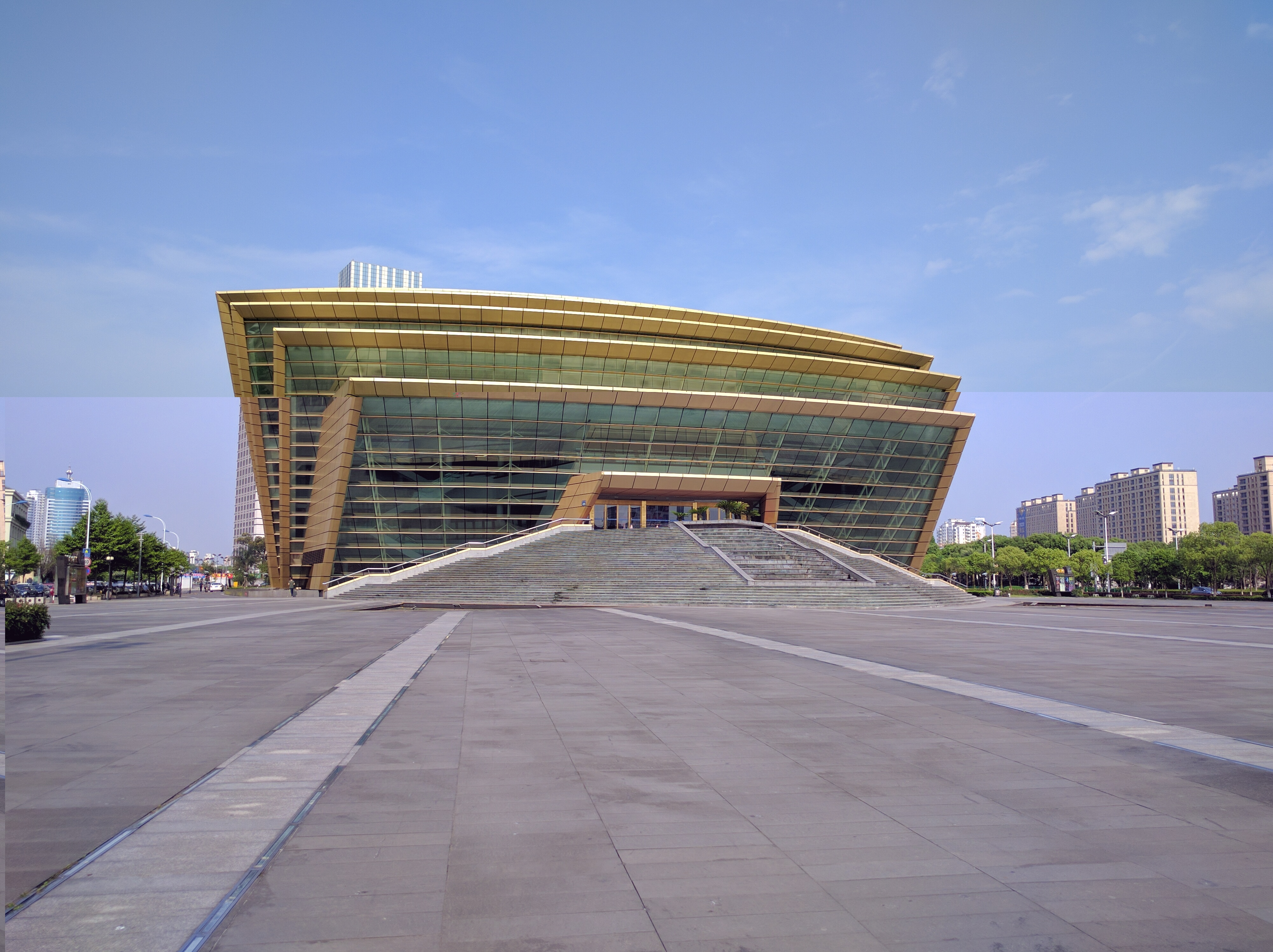
温州大剧院

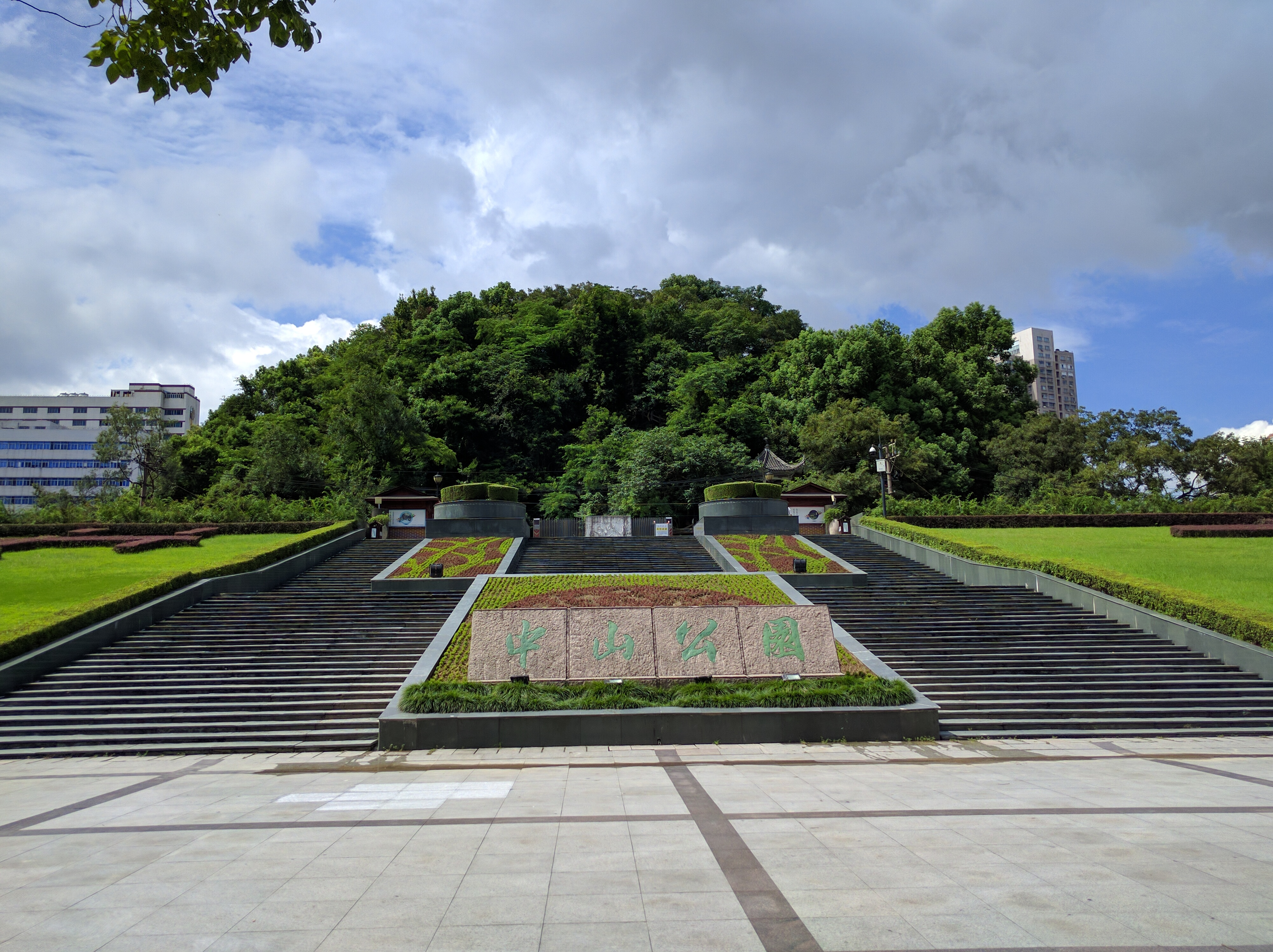
温州市中山公园正门

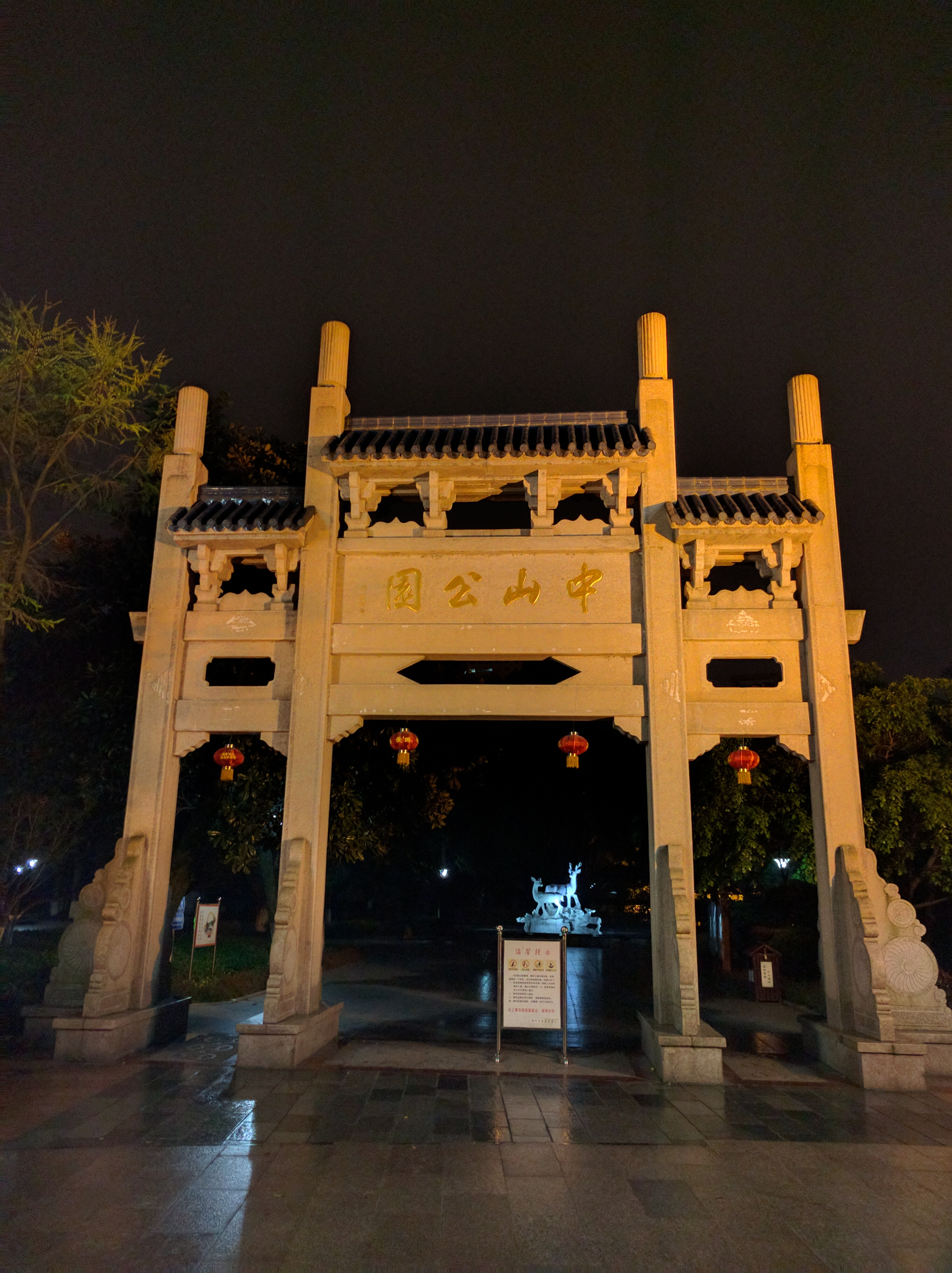
温州市中山公园后门

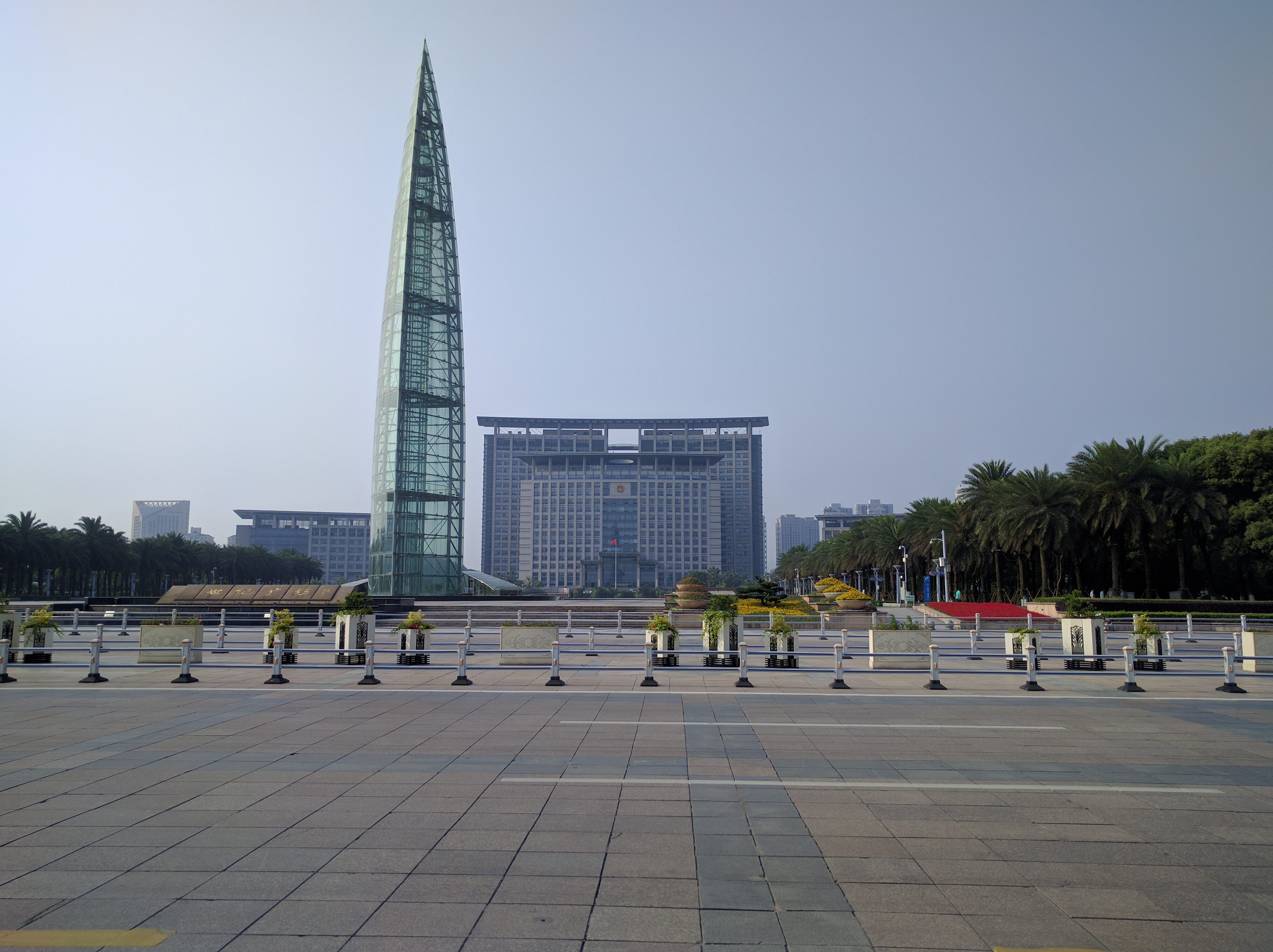
温州世纪广场

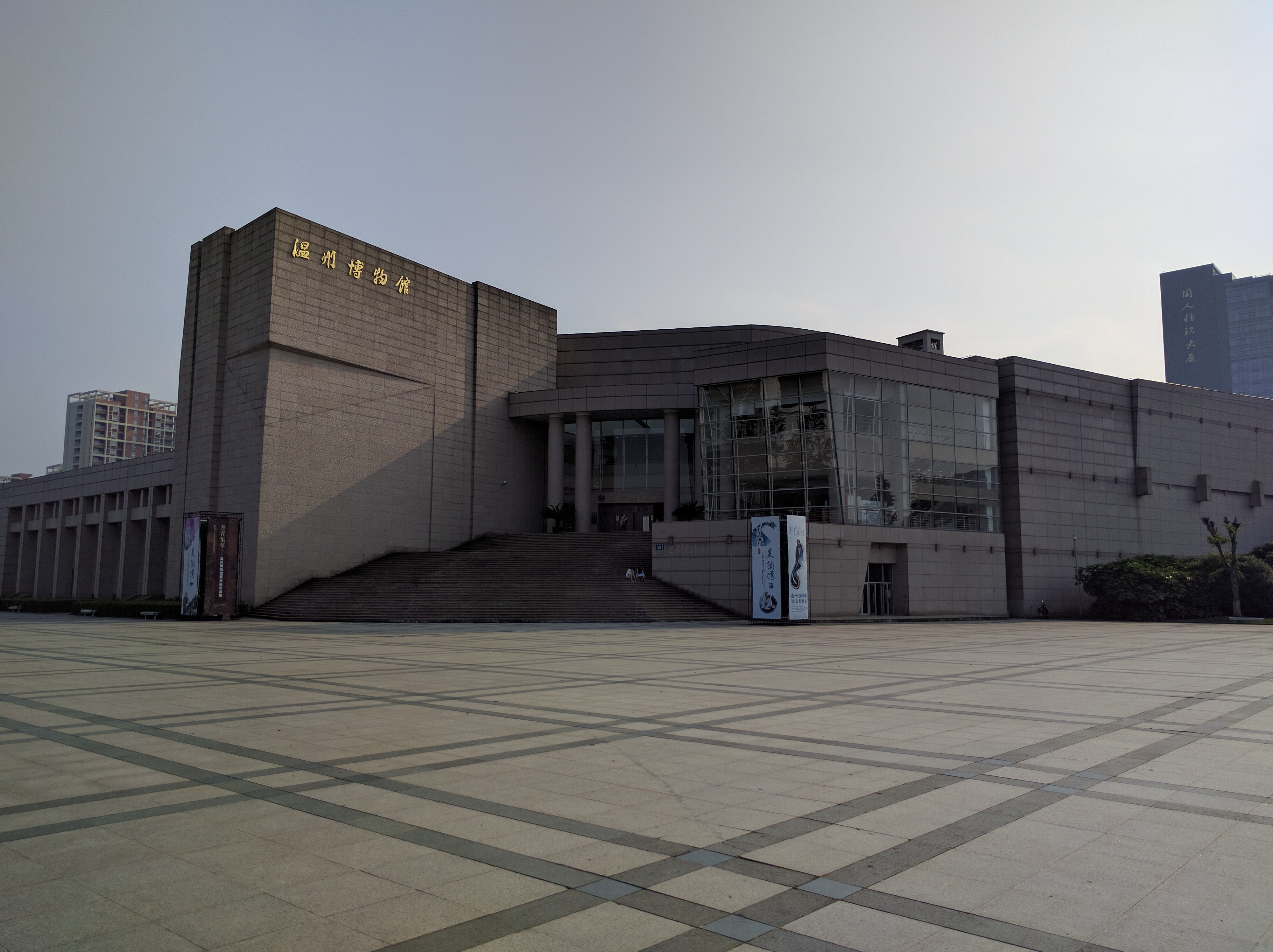
温州博物馆

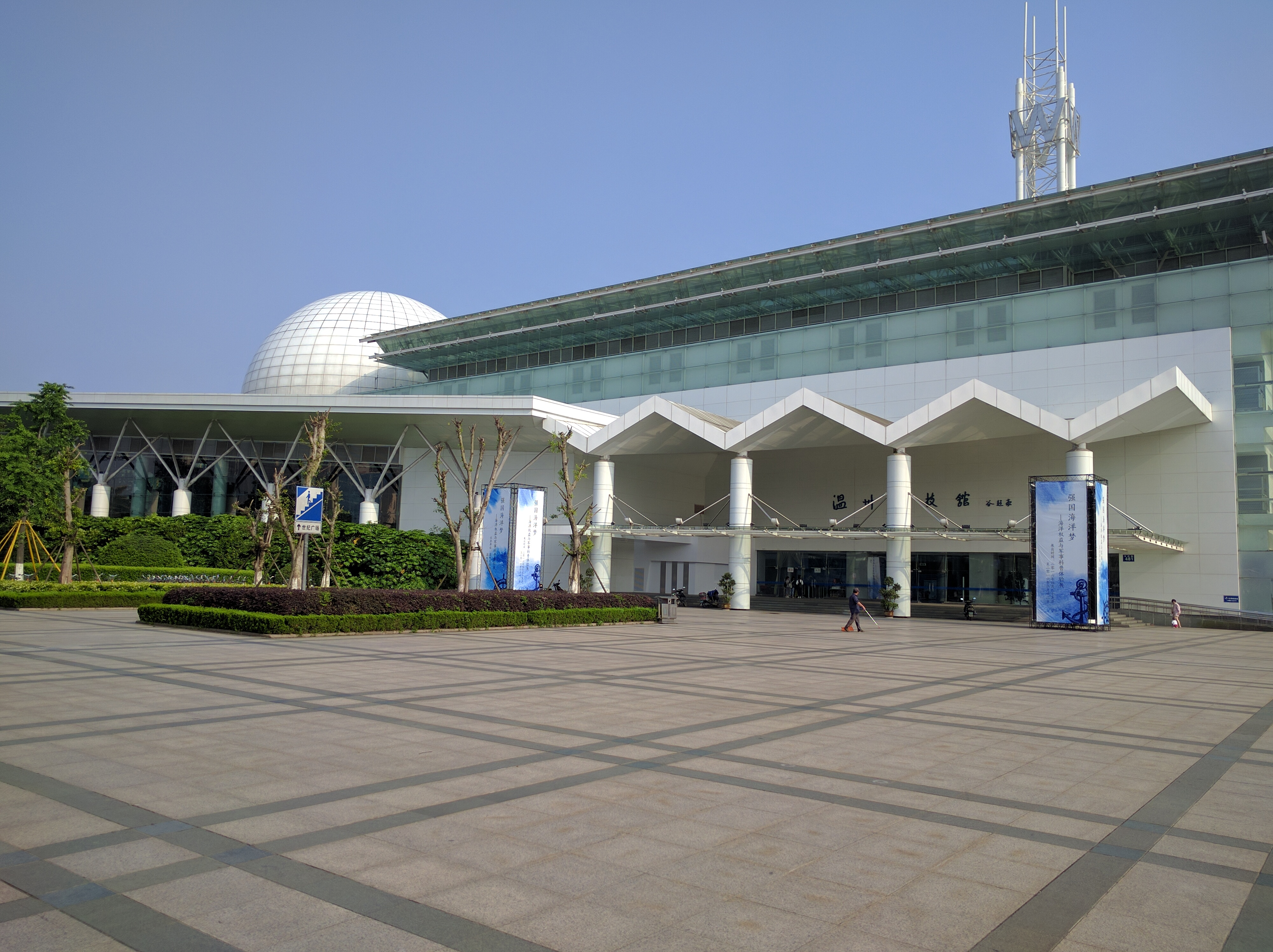
温州科技馆

### 文化学派
永嘉學派最早提出了「事功」思想，亦是永嘉學派最大的特點，主張利與義的一致性，「以利和義，不以義抑利」，反對某些道學家的空談義理。以葉適为集大成者，至今温州仍然有地名“水心”以纪念他。

### 文学创作
- 南宋有永嘉学派和以“永嘉四灵”为代表的江湖诗派。
- 温州是中国戏剧鼻祖－南戏的发源地。
- 温州是“永昆”（永嘉昆剧，昆剧最重要的流派之一）的基地。戏剧界有“南昆北昆，不如永昆”之说。
- 温州鼓词保存至今，采用瑞安话在民间广为传唱。
- 温州童谣以温州话传唱，朗朗上口。

但随着普通话的普及，以温州话为载体的各种戏剧歌谣形式遭到巨大威胁。

### 特产饮食

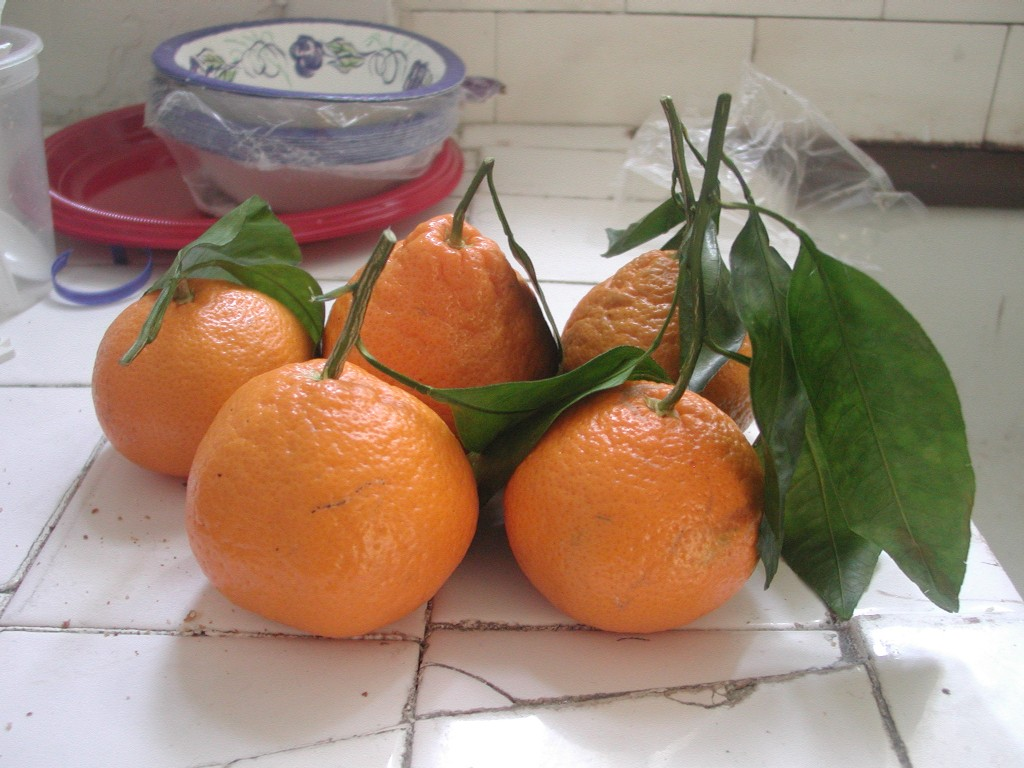
温州特产：瓯柑

温州面向海滨，又位于浙闽丘陵。海鲜与山货应有尽有。温州有独特的瓯菜，主要以清淡为主。又有许多独特的小吃以及特产。
- 主要的特产有瓯柑、杨梅（茶山梅）、子鲚、血蚶、马蹄笋、乌牛早、酱油肉、鳗鲞、大闸蟹等等。主要的小吃有鱼丸、温州鱼饼、敲鱼、胶冻、汤圆、餛飩、松糕、灯盏糕、马蹄松、猪油糕、双炊糕、糯米饭等等。

### 民间工艺
- 瓯绣、发绣、瓯塑、米塑、石雕、木雕、草编、竹编、釉面砖、漆器，木活字印刷术等等。

### 地方民俗
温州民俗丰富多样，有传统节日如元宵节、重五节等，也有一些其他地区汉族已经不流行的传统风俗，例如拦街福等。
温州是著名的水乡泽国，自古有制造木船的传统。"蚱蜢船"的更成为过去主要的交通工具。“重五节”即是端午节是温州除春节外最重要的传统节日。划龙舟成为吃粽子外的主要庆祝方式。市区辖区内梧田（土延）和瑞安和连接温瑞塘河包括附属支流的两旁的各个古村落对端午都相当重视。每当端午将至，各村以村为单位，重金聘请木工师傅兴建新的龙舟或修复老的龙舟；村委会组织村民，大多以男性年轻力壮者训练龙舟团队，为端午当日龙舟竞赛的作硬件和人力准备。端午龙舟竞赛当日，笔直的温瑞塘成为最佳的比赛场所。特别是温瑞塘河梧田段，两岸街道上和众多桥上站满围观的群众。河中聚集上百的五颜六色的绘有飞龙图腾的龙舟进行比赛。划手们身着颜色匹配的统一队服；旗手更手持高杠旗帜，挥舞起来动作幅度大，威风无比。有的龙舟上甚至有负责端佛龛的船员。比赛进行是舟上两民鼓手敲鼓和“跳船头”的共同控制比赛节奏。

### 影視文化
與溫州有關的電影或電視劇也有很多，如：
- 《喂，菲亚特》[73]
- 《溫州一家人》
- 《溫州兩家人》
- 《温州三家人》[74]
- 《温州保姆》[75]
- 《何处不风流》[76]
- 《热血长虹》[77]
- 《超强台风》[78]
- 《春风梦》[79]
- 《温州人在巴黎》[80]
- 《海霞》[81]
- 《楠溪江》[82]
- 《大电影》[83]

## 宗教
与中国其他沿海地区相比，温州人更为热衷宗教信仰，因此各种宗教在温州都得到了很大的发展。多种宗教在温州都相当盛行。需要提及的是，祖先崇拜在温州极为流行，清明节上坟在温州几乎可以说是一种宗教仪式，厚葬之风也因此盛行不衰，屡禁不止，还在各地修建各种祭祖祠堂。

### 佛教

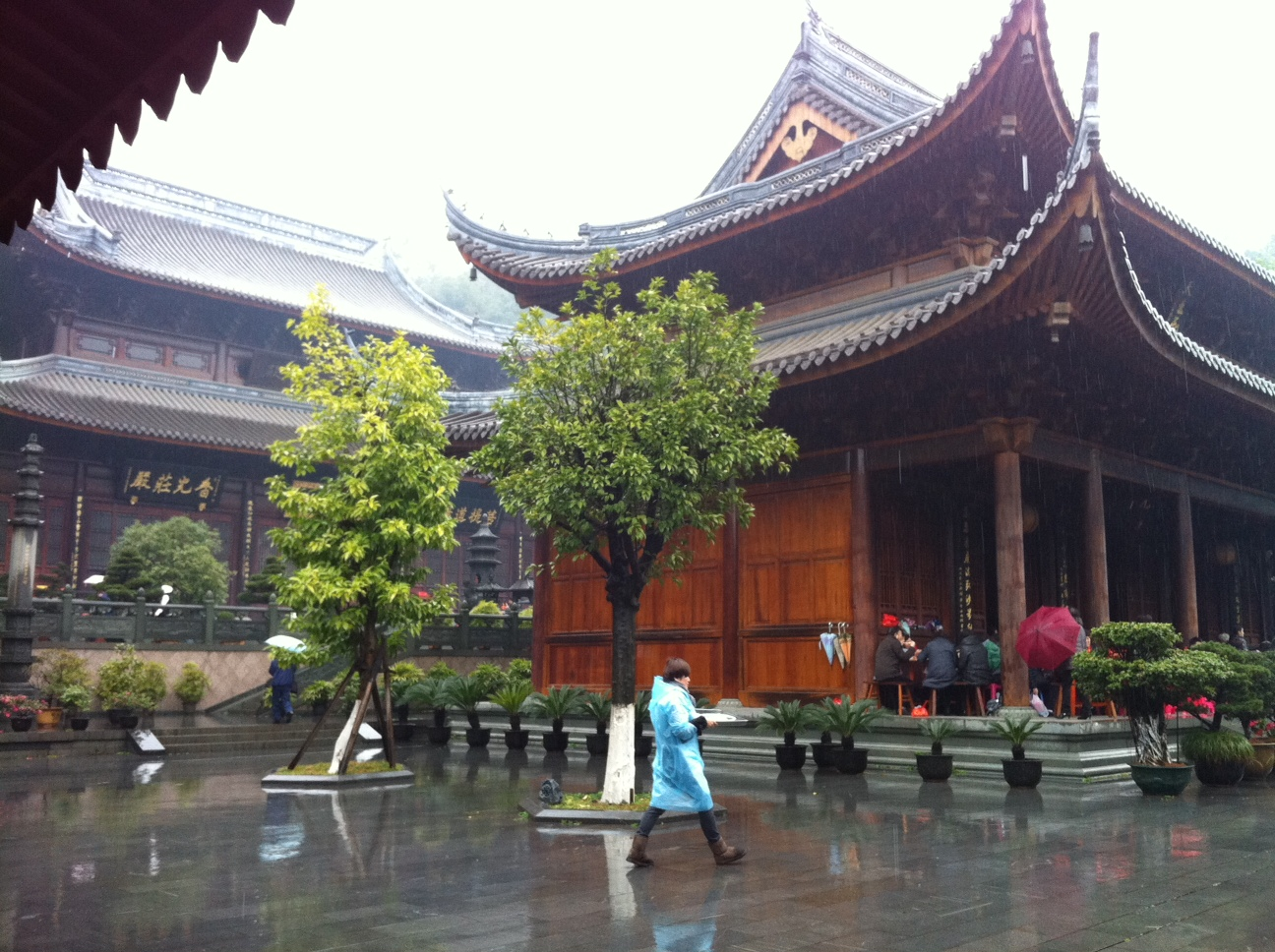
温州太平寺

佛教在温州传播的历史较长，信徒很多，佛教寺庙遍布全市城乡各处，每逢初一十五，大量虔诚的教徒前往寺庙烧香礼佛。境內著名寺廟有江心寺、妙果寺、太平寺等，其中江心寺南宋时列为天下禅宗五山十刹第六刹。

### 道教
道教在温州各地都修建有具历史意义和规模的道观，星罗棋布的分布在大大小小的山麓间。虽然传统道教没有特别的盛行，不过本地信众仍虔心供奉香火，并维系着千年来抽签、卜卦、算命、还愿等民间传统，成为各地名山胜景处的一大宗教特色。

### 基督新教
基督新教在19世纪由内地会和循道公会的英国传教士传入，到1949年以前，温州地区已经有7万多新教基督徒，占全中国的1/10。今天，基督新教在温州仍然非常活跃，信徒占总人口的比例是15％，也就是100多万（官方数字）。教堂与聚会场所相当密集，城乡各处十字架随处可见。很多村庄都不止一间教堂，因此温州也常被称为“中国的耶路撒冷”。市区著名的基督教新教教堂有：温州城西堂、花园巷教堂、永光堂、将军桥教堂、吴桥堂等。

### 天主教
天主教在温州的信徒約有10万人，約占浙江全省的70%，其中大多数来自乐清，这10万人中还不包括地下的信徒。

## 旅游
温州风景秀丽，素有“东南山水甲天下”之美誉，境内风景名胜众多。又号称“东南邹鲁”，人文荟萃，人文景点也星罗棋布。有国家级文物古迹7处，省级和市级文物古迹500多处。
- 名胜：江心屿、洞头岛、玉苍山、寨寮溪、羊角洞、 北、中、南雁蕩山、泰顺氡泉、泰顺廊桥、仙岩梅雨潭。
  - 中国国家级自然保护区：南麂列岛、乌岩岭
  - 国家重点风景名胜区：雁荡山、楠溪江、百丈漈—飞云湖
- 古蹟：江心寺及双塔、文信国公祠、谢公亭、池上楼、妙果寺、东瓯王墓、摩崖题刻、碗窑古村落、龙湾炮台、白象塔。

### 全国重点文物保护单位
- 蒲壮所城（含壮士所城、白湾堡和巡检司遗址）
- 玉海楼
- 浙南石棚墓群
- 刘基庙及墓
- 南阁牌楼群
- 永昌堡
- 四连碓造纸作坊
- 高氏家族墓地
- 赤溪五洞桥
- 芙蓉村古建筑群
- 圣井山石殿
- 泰顺廊桥
- 仕水矴步
- 顺溪古建筑群
- 利济医学堂旧址
- 曹湾山遗址
- 国安寺塔
- 观音寺石塔
- 护法寺桥和塔
- 乐清东塔
- 八卦桥和河西桥
- 栖真寺五佛塔
- 真如寺石塔
- 金昭牌坊和宪台牌坊
- 楠溪江宗祠建筑群
- 玉岩包氏宗祠
- 雪溪胡氏大院
- 泰顺土楼
- 红十三军军部旧址

## 体育

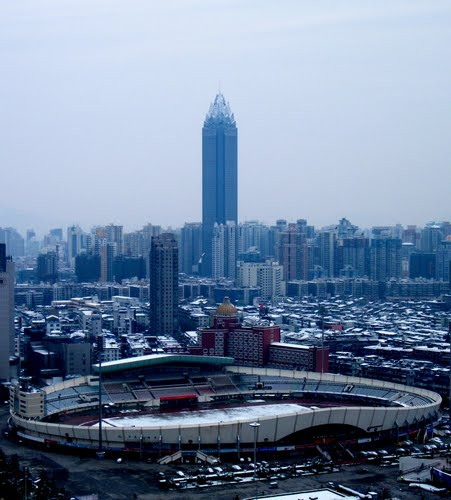
雪后的温州体育中心主体育场，远处的高楼为温州世界贸易中心

温州市为中国的“国际象棋城”与“游泳之乡”。羽毛球、乒乓球、游泳和国际象棋以及散打、跆拳道等重竞技项目均为温州传统强项，中国国家级的柔道与跆拳道训练基地最初都设在温州市。2004年，温州籍运动员为中国夺得2个奥运会冠军、1个奥运会亚军、3个世界冠军和7个亚洲冠军。

### 主要場館
溫州體育中心：总占地面积200余亩，建筑面积70319㎡，投资达2.8亿元。主体建筑有体育馆（五千座位）、游泳跳水馆（二千座位）和体育场（二万座位）。体育中心一期工程中的体育馆于1994年11月8日动工，至1995年12月8 日竣工，实际施工期共395天。体育场工程由温州建筑设计院设计，于1995年6月8日动工，1997年7月竣工。
温州奥体中心：位于大罗山山脚，龙湾行政中心南侧，包括可容纳5万名观众的主体育场，以及5000人座综合体育馆、千人座游泳馆等设施。曾承办2022杭州第19届亚运会足球项目部分比赛。

## 友好城市

### 國外

#### 友好城市
- 1984年10月日本国宫城县石卷市
- 1995年12月西班牙瓦伦西亚自治区阿利坎特省阿利坎特市
- 1994年5月 美国新泽西州尤宁郡
- 2002年10月意大利托斯卡纳大区普拉托省
- 2011年5月德国黑森州吉森
- 2006年6月加拿大卑诗省本拿比市
- 2010年6月马来西亚霹雳州怡保
- 2011年4月澳大利亚昆士兰州伊普斯维奇市
- 2010年7月加蓬滨海奥果韦省让蒂尔港

#### 友好交流关系
- 日本广岛县吴市2006年10月
- 仁川广域市中区2006年11月
- 芬兰科沃拉2007年1月
- 法國勒瓦卢瓦-佩雷2007年9月
- 美国加利福尼亚州匹茨堡2008年5月
- 纳米比亚鲸湾港2008年11月
- 義大利那不勒斯2009年4月
- 俄羅斯圣彼得堡2009年4月
- 美国帝王郡2009年9月
- 美国德克萨斯州博尔郡2009年12月
- 西班牙巴塞罗那2011年1月
- 光州廣域市2012年3月[90]
- 西班牙卡斯特利翁省2013年5月
- 丹麦瓦倫斯拜克市鎮2013年5月
- 安巴托2013年6月
- 荷蘭海牙2014年8月
- 奥地利维也纳阿尔瑟格伦德2014年9月
- 龟尾市2014年11月
- 英国伊普斯维奇2014年11月
- 丹麦斯劳厄尔瑟2016年2月
- 库马西2016年6月
- 印度勒克瑙2017年4月
- 奥地利魏茨2017年8月
- 新西兰吉斯伯恩2017年11月

### 国内
- 廣西壯族自治區柳州市
- 四川省南充市
- 黑龍江省七台河市
- 福建省厦门市
- 河南省鄭州市
- 黑龍江省哈爾濱市
- 江蘇省蘇州市[91]